# Петрич (село)
Петрич (болг. Петрич) — село в Болгарии. Находится в Софийской области, входит в общину Златица. Население составляет 202 человека (2022).
Село расположено между гор массива Средна-Гора.

## Политическая ситуация
В местном кметстве Петрич, в состав которого входит Петрич, должность кмета (старосты) исполняет Иван Добрев Узунов (национальное движение «Симеон Второй» (НДСВ)) по результатам выборов правления кметства.
Кмет (мэр) общины Златица — Нонка Кирилова Каменова (инициативный комитет) по результатам выборов в правление общины.